# Lý Phong (Tào Ngụy)
Lý Phong (chữ Hán: 李丰, ? – 254), tự An Quốc, người huyện Đông, quận Phùng Dực , quan viên nhà Tào Ngụy thời Tam Quốc.

## Tuổi trẻ nổi danh
Cha là Vệ úy Lý Nghĩa nhà Tào Ngụy. Ban đầu, Phong còn là bình dân, lên 17, 18 tuổi, có tiếng trong sạch ở Nghiệp Hạ, giỏi đánh giá người khác, được người trong nước khen ngợi, không ai không chú ý đến ông. Giữa những năm Hoàng Sơ (220 – 226), nhân Lý Nghĩa nhậm chức ở kinh đô, Phong được triệu làm Tùy quân. Phong ở Hứa Xương, tiếng tăm ngày một thịnh. Lý Nghĩa không thích việc này, bèn lệnh Phong đóng cửa, không đi lại với khách khứa.
Khi Tào Duệ còn là Thái tử, Phong vẫn đang nghiên cứu văn học. Đến lúc Tào Duệ lên ngôi, là Tào Ngụy Minh đế, nhân có người ở Đông Ngô đến hàng, bèn hỏi: "Giang Đông có nghe đến danh sĩ Trung Quốc nào chăng?" Đáp: "Có nghe đến Lý An Quốc." Bấy giờ Phong làm Hoàng môn lang, Minh đế hỏi An Quốc là ai, tả hữu đáp là Phong, đế nói: "Tiếng tăm của Phong truyền đến Ngô Việt à?" Về sau được chuyển làm Kỵ đô úy, Cấp sự trung. Sau khi Minh đế băng, được làm Vĩnh Ninh thái phó, nhưng triều đình cho rằng danh vọng của ông lớn hơn khả năng, nên không được trọng dụng.

## Làm người hai mặt
Giữa những năm Chánh Thủy (240 – 249), được thăng làm Thượng thư hữu bộc xạ. Phong ở đài tỉnh, thường nói thác là có bệnh; khi ấy theo đài chế, bệnh đến trăm ngày thì bị giải chức, bệnh của ông mới đến vài mươi ngày thì đột nhiên khỏi, ít lâu lại bệnh, cứ thế vài năm. Từ trước, con Phong là Thao được chọn lấy Tề trưởng công chúa, ông ngoài mặt thì từ chối, mà trong lòng thì không kiêng sợ gì nữa. Em Phong là Dực, Vĩ làm quan vài năm đã lên đến Quận thú. Phong ở trước mặt mọi người thường răn dạy các em phải làm việc cho xứng với ngôi vị của mình. Vào lúc Thái phó Tư Mã Ý cứ mãi xưng bệnh, Vĩ làm quan nhận bổng lộc 2000 thạch, lại say sưa khiến 2 quận Tân Bình, Phù Phong hỗn loạn, mà Phong không quản; mọi người đều cho rằng ông cậy sủng mới dám như thế.
Tào Sảng chuyên quyền, Phong đứng giữa 2 người Sảng – Ý, không tỏ thái độ, vì thế người đương thời trào phúng rằng: "Thế của Tào Sảng nóng như canh, cha con Thái phó lạnh như tương, anh em Lý Phong như Du Quang." Tức là nói Phong ngoài thì thanh tịnh, trong có mưu đồ, tương tự như Du Quang . Sau sự biến lăng Cao Bình, Tư Mã Ý tâu xin giết Sảng (249), dừng xe trước cửa cung, nói cho Phong biết; ông sợ đến mức thở không ra hơi, quỵ xuống không đứng dậy ngay được.

## Chết vì quyền thần
Năm Gia Bình thứ 4 (252), chức Trung thư lệnh bỏ trống, Đại tướng quân Tư Mã Sư hỏi triều thần: "Có thể bổ nhiệm ai?" Có người tiến cử Phong. Phong tuy biết chức vụ này không quan trọng, nhưng cho rằng mình có quan hệ thông gia với hoàng thất, muốn gần gũi hoàng đế, nên nhận lấy.
Bấy giờ Thái thường Hạ Hầu Huyền có danh vọng, nhưng lại là thân thích của Tào Sảng, nên không được trọng dụng, trong lòng ấm ức; Trương Tập là cha của hoàng hậu mà bị miễn chức quận thú, nhàn cư tại nhà, cũng không bằng lòng. Phong cùng Huyền, Tập đi lại thân thiết; tuy được Tư Mã Sư cất nhắc, nhưng ông vẫn hướng về Huyền. Phong làm Trung thư lệnh 2 năm, Ngụy đế Tào Phương nhiều lần triệu riêng ông cùng nói chuyện, không ai biết họ nói gì. Tư Mã Sư biết họ bàn về mình, vào tháng 2 ÂL năm Gia Bình thứ 6 (254), sai Xá nhân Vương Dạng mời Phong đến gặp  để cật vấn ông. Phong không chịu nói thật, biết rằng vạ đến, nghiêm sắc mặt mắng: "Cha con ngươi trong lòng gian trá, muốn khuynh đảo xã tắc, tiếc rằng sức ta yếu, không thể bắt mà giết đi!"  Sư nổi giận, dùng vòng sắt trên cán đao đập chết Phong, gởi thây đến Đình úy. Sau đó Sư cho bắt giữ Lý Thao cùng bọn Hà Hầu Huyền, Trương Tập, sai Chung Dục làm án.
Chung Dục kết án: "Phong cùng bọn Hoàng môn giám Tô Thước, Vĩnh Ninh thự lệnh Nhạc Đôn, Nhũng tòng bộc xạ Lưu Hiền bày mưu rằng: Vào ngày bái Quý nhân, các doanh binh đều đóng đồn trước cửa, bệ hạ bước ra, nhân lúc ấy tiếp đón bệ hạ, giao cho quần liêu người và binh khí, rồi giết Đại tướng quân; nếu bệ hạ không theo, thì bức bách cùng đi. Mưu lấy Huyền làm Đại tướng quân, Tập làm Phiêu kỵ tướng quân; Huyền, Tập đều biết mưu của họ." Tư Mã Sư bèn tru di tam tộc những người nói trên.

## Tính cách
Phong làm quan trải 2 đời hoàng đế, không quan tâm đến gia sản, chỉ nhận bổng lộc là đủ. Lý Thao được gả công chúa, Phong thường ước thúc con trai không để anh ta xâm phạm của công. Phong được thưởng tiền, lụa, liền đem chia cho họ hàng; được ban cung nhân, bèn chia cho con em; ngoài ra còn quan tâm đến các cháu đằng ngoại. Khi Phong bị làm tội, triều đình tịch biên gia sản, thấy trong nhà không dư dả gì.

## Đánh giá
Phó Hỗ đánh giá: Lý Phong tính giả dối mà đa nghi, kiêu căng trí mọn lại mê muội quyền lợi; nếu dự vào việc cơ mật, thì chết là hẳn. 